# Албанија на Европском првенству у атлетици у дворани 2019.
Албанија је пријавила два такмичара на 35. Европском првенству у дворани 2019 који се одржао у Глазгову, Шкотска, од 1. до 3. марта. Ово би било једанаесто европско првенство у атлетици у дворани од 1992. године када је Албанија први пут учествовала, а од 2005. је редован учесник. Репрезентативци  Албаније нису стартовали у својим дисциплинама.

## Учесници
| Мушкарци: - Измир Смајљај — Скок удаљ | Жене: - Љуиза Гега — 1.500 м |  |

## Резултати

### Мушкарци
| Атлетичар     | Дисциплина | Лични рекорд | Квалификације  | Квалификације  | Полуфинале | Полуфинале | Финале               | Финале               | Детаљи |
| Атлетичар     | Дисциплина | Лични рекорд | Резултат       | Место          | Резултат   | Место      | Резултат             | Место                | Детаљи |
| ------------- | ---------- | ------------ | -------------- | -------------- | ---------- | ---------- | -------------------- | -------------------- | ------ |
| Измир Смајљај | Скок удаљ  | 8,08 НР      | Није стартовао | Није стартовао |            |            | Није се квалификовао | Није се квалификовао |        |

### Жене
| Атлетичаркa | Дисциплина | Лични рекорд | Квалификације   | Квалификације   | Полуфинале | Полуфинале | Финале                | Финале                | Детаљи |
| Атлетичаркa | Дисциплина | Лични рекорд | Резултат        | Место           | Резултат   | Место      | Резултат              | Место                 | Детаљи |
| ----------- | ---------- | ------------ | --------------- | --------------- | ---------- | ---------- | --------------------- | --------------------- | ------ |
| Љуиза Гега  | 1.500 м    | 4:06,66 НР   | Није стартовала | Није стартовала |            |            | Није се квалификовала | Није се квалификовала |        |